# Jacob Rosenbloom

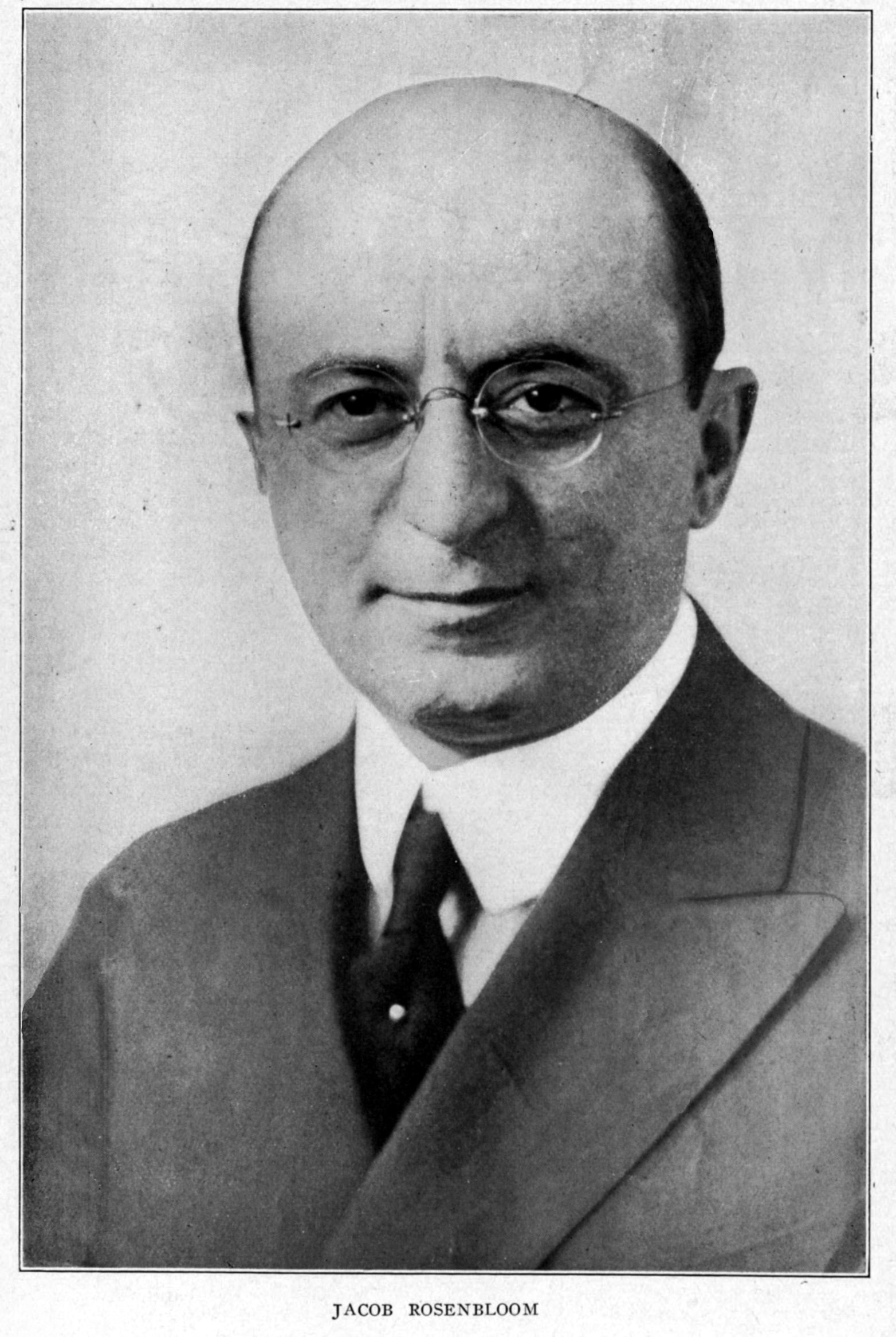
Jacob Rosenbloom

Jacob Rosenbloom (ur. 25 lutego 1884 w Braddock, zm. 25 września 1923 w Pittsburghu) – amerykański lekarz, biochemik. 

## Życiorys
Absolwent University of Western Pennsylvania i Columbia University, na którym otrzymał tytuły M.D. i Ph.D. Jego nauczycielem był Francis Phillips. Pracował w College of Physicians and Surgeons. Następnie profesor biochemii na Uniwersytecie w Pitsburghu. W 1911 należał do członków założycieli New York Psychoanalytic Society. Wspomnienie o nim napisał Max Kahn. 
Był autorem wielu artykułów, pracowitym i drobiazgowym badaczem, pracował 15-18 godzin na dobę. Max Kahn opisywał go jako "żywe dynamo". Zajmował się przede wszystkim zaburzeniami metabolizmu. 

## Wybrane prace
- Spontaneously Precipitated Bence Jones Protein In Urine. Archives  of Internal Medicine IX(2), ss. 255-257 (1912)
- Osseo-Albumoid as a Possible Precursor of Bence Jones Protein: An Experimental Study. Archives  of Internal Medicine IX, ss. 236-254 (1912)
- Norbert Stadtmüller, Jacob Rosenbloom. Studies on Sulphur Metabolism. I. The Urinary Sulphur Partition In Various Diseases. Archives  of Internal Medicine XII ss. 276-282 (1913)
- Theodore Diller, Jacob Rosenbloom. Family Periodic Paralysis: Report Of A Typical Case, With Metabolism Study. Archives  of Internal Medicine XIV ss. 869 - 880 (1914)
- Jacob Rosenbloom, Vernon L. Andrews. The  Potassium Content of Cerebrospinal Fluid In Various Diseases. Archives  of Internal Medicine XIV ss. 536-540 (1914)
- Studies in A Case of Acute Bichloride of Mercury Poisoning Treated  By the Newer Methods, and Followed By Recovery. American Journal of the Medical Sciences 157, 3, ss. 348-355 (1919)
- A Quantitive Chemical Analysis of Human Bile.